# Carex erawinensis
Carex erawinensis är en halvgräsart som beskrevs av Korotky. Carex erawinensis ingår i släktet starrar, och familjen halvgräs. Inga underarter finns listade i Catalogue of Life.